# Maria Eichhorn (artiste)
Pour les articles homonymes, voir Eichhorn.
Maria Eichhorn, née le 19 novembre 1962 à Bamberg (Allemagne), est une artiste allemande.

## Biographie
Maria Eichhorn étudie à l'Université des Arts de Berlin. Elle réalise des expositions personnelles depuis 1986 notamment à Amsterdam, Berlin, Berne, Barcelone, Varsovie, Zurich et Tokyo, ainsi que des expositions collectives à Londres, Paris, Sydney, New York et Yokohama. D'un point de vue artistique, elle explore les relations entre le réel et le symbolique, la pratique artistique et l'orientation vers des changements positifs dans la vie personnelle, les relations sociales ainsi que l'humain et l’environnement naturel.  En 2017, Maria Eichhorn fait partie des artistes sélectionnées pour l'exposition documenta 14 à Cassel.
Elle vit à Berlin. Depuis 2003, elle enseigne à Zurich à la ZHdK (Haute École d'Art de Zurich).

## Pratique artistique
La pratique artistique de Maria Eichhorn ne permet pas une catégorisation facile. Son œuvre provient de l’héritage Fluxus et de la tradition de l’art conceptuel et couvre une vaste gamme de genres et de médias allant des textes muraux aux livres d’artistes, des événements mis en scène aux panneaux d’affichage publics, du film à la vidéo. Elle déjoue les codes et la place de l'artiste au sein de son œuvre en utilisant le public comme acteur principal de ses projets, ainsi que des documents juridiques, contrats et lois économiques qui déterminent les mouvements des capitaux. 

## Expositions (sélection)
- 2005 : Die Anteilscheine der Kunsthalle Bern, Stiftung Kunsthalle Bern, Bern, Suisse
- 2008 : The Art of Participation: 1950 to Now, San Francisco Museum of Modern Art, San Francisco
- 2008 : Vides, Une rétrospective,  Centre Pompidou, Musée National d´Art Moderne, Paris
- 2011 : Zimmerstraße 88/89, 10117 Berlin, Galerie Barbara Weiss, Berlin[2]
- 2015 : Maria Eichhorn, Belkin Art Gallery, Vancouver, BC, Canada[3]
- 2016 : 5 weeks, 25 days, 175 hours, Chisenhale Gallery (en), London[4]
- 2018 : Zwölf Arbeiten/Twelve Works (1988–2018), Migros Museum für Gegenwartskunst (de), Zurich, Switzerland